# 李纬 (北朝)
李緯（504年—549年），字乾經，赵郡柏人县（今河北省邢台市隆尧县）人，出自赵郡李氏东祖，北魏、東魏官员。
李緯是鉅鹿簡公李靈的曾孫，代理河間郡太守李綜的孫子，征東府司馬李遵的兒子，涇陽縣男李渾與平南將軍李繪弟弟。他年少聰穎有才學，和舅舅的儿子河間邢昕輩份相差不遠。他最初擔任征東法曹參軍，後除授奉車都尉，加官寧遠將軍，又拜任為大司馬廣陵王元欣的錄事參軍。大司馬府解除，他回到家鄉。其後再拜冠軍將軍、中散大夫，高歡從子高永樂擔任濟州刺史，聽聞李緯而請求和他相見，以賓交之禮相待。高永樂逝世，他協助送葬還都。蕭衍遣使朝貢，侍中李神儁推舉李緯為尚書南主客郎，前後共接應十八人，十分稱職。鄴城有人說：「才學表現依次為李渾、李繪、李緯，口才則為李繪、李緯、李渾。」高澄兼任吏部尚書，任用他為司徒諮議參軍，說：「你能破格署任是因為你是人才，我才這樣做。」不久加任征虜將軍。
南梁使者謝蘭來訪，李緯慰劳他。謝蘭詢問安平崔氏的近況，他說：「崔子玉之后，善于文辞的人已经没有了。」崔暹聽到後很生氣，李緯登门謝罪，崔暹立刻騎馬不理睬他。他對人說：「雖然得失別人，但我一定會擔任聘梁使。」武定五年（547年），李緯兼任散騎常侍出使南梁，他和兩位兄長和姪子李湛都擔任過和南梁交聘的使節和副使，被稱為趙郡的四使之門。他在任期間經常游玩，不遵守礼法，自稱「隱君」，空虛得有超脱尘俗的意願。後來太尉高岳出討時，任用他為大都督司馬。還師後，拜授太子家令，到武定七年（549年）八月去世，虛歲四十六，當時的人都悲傷惋惜。北齊初年，贈官平東將軍、北徐州刺史，諡曰文。

## 家庭

### 父母
- 李遵，北魏中垒将军、征东府司马
- 河间邢氏，北魏瀛洲主簿邢修年之女

### 兄弟
- 李浑，北齐征东将军、海州刺史、泾阳县男
- 李绘，北齐平南将军、司徒右长史

## 引用
1. 1 2 3  《魏書·卷四十九·列傳第三十七》：李靈，字虎符，趙郡人，高平公順從父兄也。……子恢，襲子爵。……恢弟綜，行河間郡，早卒。綜子遵……拜子渾給事中。……渾弟繪……繪弟緯 北史卷三三「系」作「緯」。按本名「緯」，魏收避北齊後主諱改作「系」。北齊書卷二九李渾傳作「偉」，是「緯」的形訛。 ，字乾經。少聰惠，有才學，與舅子河間邢昕少相倫輩，晚不逮之。
2. 1 2  《北史·卷三十三·列傳第二十一》：繪弟緯，字乾經，少聰慧，有才學。與舅子河間邢昕少相倫輩，晚不逮之。
3. ↑  《魏書·卷四十九·列傳第三十七》：初為征東法曹參軍，後除奉車都尉，加寧遠將軍。尋拜大司馬廣陵王錄事參軍。府解，還鄉里。
4. ↑  《魏書·卷四十九·列傳第三十七》：徵拜冠軍將軍、中散大夫。齊獻武王從子永樂為濟州刺史，聞而請與相見，待以賓交之禮。及永樂薨，緯送葬還都。
5. ↑  《北史·卷三十三·列傳第二十一》：鄴下為之語曰：「學則渾、繪、緯，口則繪、緯、渾。」
6. ↑  《魏書·卷四十九·列傳第三十七》：蕭衍遣使朝貢，侍中李神儁舉緯為尚書南主客郎。緯前後接對凡十八人，頗為稱職。齊文襄王攝選，以緯為司徒諮議參軍，因謂之曰：「自郎署至此，所謂不次，以卿人才，故有此舉耳。」尋加征虜將軍。
7. ↑  《北史·卷三十三·列傳第二十一》：梁謝蘭來聘，勞之。蘭問安平諸崔，緯曰：「子玉以還，雕龍絕矣。」崔暹聞之怒。緯詣門謝之，暹上馬不顧。緯語人曰：「雖失要人意，聘梁使不得舍我。」
8. ↑  《北齊書·卷二九·補列傳第二一》：渾與弟繪、緯俱為聘梁使主，湛又為使副，是以趙郡人士，目為四使之門。
9. ↑  《北史·卷三十三·列傳第二十一》：武定五年，兼散騎常侍，使梁。緯常逸游放達，自號「隱君」，蕭然有絕塵之意。
10. ↑  《魏書·卷四十九·列傳第三十七》：武定五年，兼散騎常侍使蕭衍，與其二兄前後將命，時人稱之。太尉高岳出討，以緯為大都督司馬。師還，拜太子家令。七年八月卒，時年四十六，時人傷惜之。齊初，贈平東將軍、北徐州刺史，諡曰文。